# Ameistal
Ameistal (früher Ammasthal oder Amonsthal) ist eine Ortschaft und als Ameisthal eine Katastralgemeinde der Marktgemeinde Großweikersdorf im Bezirk Tulln in Niederösterreich. Die Ortschaft hat 155 Einwohner (Stand 1. Jänner 2024). Bis Ende 1967 war Ameisthal eine eigenständige Gemeinde.

## Geografie
Das Dorf befindet sich nördlich von Großweikersdorf an der nach Puch führenden Straße.

## Geschichte
Der Ort gehörte ursprünglich dem Bistum Passau und wurde durch die Herrschaft Oberstockstall verwaltet. Im Jahr 1822 wurde der Ort als Dorf mit 27 Häusern genannt, das nach Großweikersdorf eingepfarrt war, wohin auch die Kinder eingeschult wurden. Die Herrschaft Oberstockstall besaß die Ortsobrigkeit und besorgte die Konskription. Die Herrschaft Grafenegg übte die Landgerichtsbarkeit aus. Die Untertanen und Grundholde des Ortes gehörten den Herrschaften Oberstockstall, Wetzdorf, Stein, Stift St. Andrä, Unterdürnbach, Klosterneuburg, Raabs und Großweikersdorf. Nach dem Umbruch 1848 war der Ort zunächst ein Teil der damaligen Gemeinde Weikersdorf und konstituierte sich 1891 unter der Bezeichnung Amonsthal als eigene Ortsgemeinde.
Laut Adressbuch von Österreich waren im Jahr 1938 in der Ortsgemeinde Ameisthal ein Gastwirt, ein Gemischtwarenhändler, eine Schneiderin und mehrere Landwirte ansässig.
Mit 1. Jänner 1968 wurden im Zuge der Niederösterreichischen Kommunalstrukturverbesserung die bis dahin selbständigen Gemeinden Ameisthal und Baumgarten am Wagram nach Großweikersdorf eingemeindet.

## Sehenswürdigkeiten
- Hl. Johannes Nepomuk, die Statue ruht auf einem Sockel mit einer Gedenktafel an die Kriegsgefallenen